# Mandimba

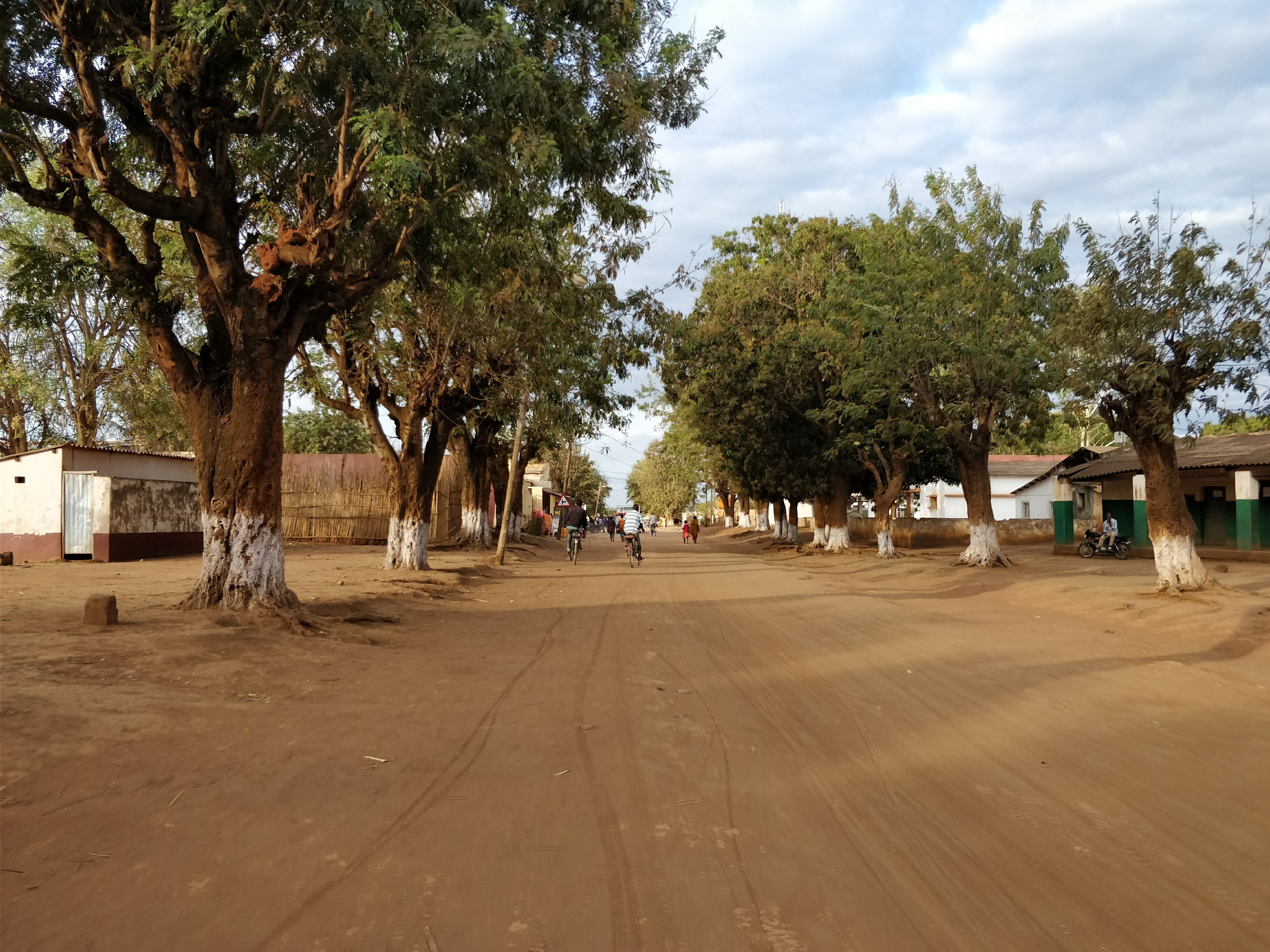
Rua na vila de Massinga

A vila de Mandimba é a sede do distrito homónimo, na província do Niassa, em Moçambique, tendo sido elevada a município em 2013. Dista 150 km de Lichinga, a capital provincial e 5 quilómetros da fronteira com o Malaui.
Mandimba serviu de sede da Zona Oeste do território administrado pela Companhia do Niassa, sendo a capital transferida para a então Vila Cabral (actual Lichinga) em 1931, depois da reversão do território para a administração directa do Estado Português.